# Gestreifter Schleimfisch
Der Gestreifte Schleimfisch (Parablennius gattorugine) ist eine Fischart aus der Familie der Schleimfische (Blenniidae). Er ist heimisch entlang der Küsten des nordöstlichen Atlantiks, von Südfrankreich bis Marokko. Weiterhin ist diese Art vom Mittelmeer, Schwarzen Meer, Marmarameer und den Balearen bekannt.

## Aussehen und Merkmale
Der Gestreifte Schleimfisch ist kräftig gebaut und hat eine durchschnittliche Körpergröße von 20 bis 25 Zentimetern, kann allerdings auch eine Größe von bis zu 30 Zentimetern erreichen. Die Standardfärbung ist bräunlich mit 6 bis 7 vertikalen Streifen entlang der Körperseite, welche sich auf der Rückenflosse fortsetzen. Der Gestreifte Schleimfisch hat eine langgezogene Rückenflosse, die durch eine Kerbe in einen vorderen und einen hinteren Teil gegliedert ist. Der vordere Teil besteht aus 13 Hartstrahlen und 18 bis 19 Weichstrahlen, während sich der hintere Teil aus zwei Hartstrahlen und 20 Weichstrahlen zusammensetzt. Die Brustflossen bestehen aus jeweils 14 Weichstrahlen und die Bauchflossen aus jeweils einem Hartstrahl und drei Weichstrahlen. Geschlechtsreife Männchen sind schokoladig braun mit einer ausgeprägten, blumenkohlartigen Analdrüse, welche sich vor der Analflosse befindet. Diese Art besitzt buschige, weihnachtsbaumähnliche Tentakel über jedem Auge. Diese fallen bei Männchen größer aus als bei Weibchen. Es kann zu Verwechslungen mit dem Roten Schleimfisch (Parablennius ruber) kommen. Dies ist eine verwandte Art, deren Tentakel über den Augen in einer Ebene verzweigt sind. Das Aussehen von Parablennius gattorugine ist sehr markant und unterscheidet sich von Individuum zu Individuum. Individuen können sogar anhand ihrer Gesichtsfärbung wiedererkannt werden. Dominante Männchen besitzen eine dunkle Färbung, während nicht dominante Männchen, ähnlich wie die Weibchen, blasser und kleiner sind. Ansonsten gibt es nur einen geringen Unterschied zwischen den Geschlechtern (Sexualdimorphismus).

## Verbreitung
Parablennius gattorugine ist im Schwarzen Meer, Mittelmeer, Marmarameer, Atlantik und dem nordöstlichen Atlantik von Südfrankreich bis Marokko zu finden. Weiterhin ist diese Art entlang der britischen Inseln heimisch.

## Lebensraum
Parablennus gattorugine bewohnen felsige Küsten und Riffe in einer Tiefe von bis zu 32 Metern. In Ausnahmefällen können sie aber auch auf 40 Metern Tiefe gesichtet werden. Häufig jedoch kann diese Art in einer Tiefe von 1 bis 3 Metern angetroffen werden. Dieses vertikale Verbreitungsgebiet, von 1 bis 40 Metern Tiefe, ist größer als bei anderen Blenniiden. Sie bevorzugen einen felsigen Grund mit Nischen und Spalten, in welchen sie sich verstecken können. Manchmal sind sie auch unter leeren Schnecken- und Muschelschalen zu finden.

## Ernährung
Parablennius gattorugine ist ein Allesfresser (Omnivoren) mit einer Präferenz für Pflanzenmaterial. Nach Untersuchungen des Verdauungstraktes ernährt sich diese Art von Polychaeten und Makroalgen. Allerdings wurde einmal beobachtet, wie sich diese Schleimfischart räuberisch von Tintenfischeiern ernährte. Dies unterstreicht die opportunistische Ernährungsweise dieser Art.

## Fortpflanzung
Diese Spezies lebt polygam, wobei sich Männchen und Weibchen jeweils mit mehreren Partnern verpaaren. Die Brutpflege wird von den Männchen übernommen. Das Weibchen klebt die Eier, mit einem adhäsiven Sekret, in den von einem territorialen Männchen bewachten Felsspalt. Diese Eipakete können auch an die Felsdecke geklebt werden. Das Männchen befruchtet die Eier und hält den Felsspalt frei von Verschmutzungen. Es ist jedoch nicht bekannt, zu welchem Zeitpunkt die Befruchtung stattfindet, da dies bisher noch nicht beobachtet werden konnte. Das dominante Männchen verteidigt den Felsspalt aggressiv gegen Fressfeinde und andere Männchen. Es wird vermutet, dass wie bei anderen Blenniiden, die Männchen ein antibakterielles Sekret durch eine Analdrüse absondern können, welches zur Pflege über die Eier gestrichen wird. Die Eiablage findet meist von März bis Mitte Juli statt und kann mehrmals im Jahr wiederholt werden. Die Jungtiere leben im Freiwasser, bis sie ca. eine Länge von 18 Millimetern erreichen, bevor sie an die Felsen zurückkehren.

## Verhalten und Färbung
Während die intensiv gefärbten dominanten Männchen ein stark territoriales Verhalten zeigen können, wobei es zu Angriffen mit Bissen kommen kann, ist das Verhalten der nicht dominanten Männchen ein gänzlich anderes. Diese Männchen sind durch ihre schwache Färbung nur schwer von Weibchen zu unterscheiden und können sich daher nach der Eiablage eines Weibchens in den Felsspalt eines dominanten Männchens schleichen und die Eier befruchten. Ein solches Verhalten wird als „sneaker behaviour“ bezeichnet. Treffen zwei Männchen während der Brutzeit aufeinander kann es zu einem sogenannten „stand off“ kommen. Hierbei stehen sich die Männchen in einem Abstand von wenigen Zentimetern gegenüber und verharren bis eines der Individuen wegschwimmt. Dieses Verhalten ist meist über eine Dauer von 5 Sekunden bis zu einer Minute zu beobachten. Bei diesem Verhalten konnte aber auch schon eine Dauer von über 20 Minuten festgestellt werden. Diese Spezies ist hauptsächlich während der Dämmerung, am Morgen und am Abend aktiv.

## Gefährdung
Laut IUCN Red List ist Parablennius gattorugine nicht gefährdet und ist daher in der Kategorie „Least Concern“ aufgeführt. Dies wird dadurch begründet, dass es sich hierbei um eine häufige Art handelt, die weit verbreitet ist. Weiterhin sind keine Gefährdungen dieser Art bekannt und die Population wird als stabil betrachtet.